# Nikoła Popowski
Nikoła Popowski, mac. Никола Поповски (ur. 24 maja 1962 w Skopju) – macedoński polityk, ekonomista i nauczyciel akademicki, poseł do Zgromadzenia Republiki Macedonii i jego przewodniczący w latach 2002–2003, od 2003 do 2006 minister finansów.

## Życiorys
Ukończył szkołę średnią w Skopju, a w 1986 studia ekonomiczne na Uniwersytecie Świętych Cyryla i Metodego w Skopju. Na tej samej uczelni uzyskiwał w tej dziedzinie magisterium (2001) i doktorat (2010). W 1986 został urzędnikiem departamentu międzynarodowych stosunków gospodarczych w ministerstwie rozwoju Socjalistycznej Republiki Macedonii, a od 1987 do 1990 pracował jako analityk w gabinecie tej premiera republiki. W latach 1986–1990 był członkiem zgromadzenia miejskiego w Skopju.
W okresie przemian politycznych na początku lat 90. dołączył do postkomunistycznego Socjaldemokratycznego Związku Macedonii. W 1992 objął mandat posła do Zgromadzenia Republiki Macedonii. Utrzymywał go w kolejnych wyborach w 1994, 1998, 2002 i 2006. Przewodniczył macedońskiej delegacji do Zgromadzenia Parlamentarnego Rady Europy, w latach 1998–2002 stał na czele frakcji poselskiej SDSM. Od października 2002 do listopada 2003 pełnił funkcję przewodniczącego Zgromadzenia Republiki Macedonii, następnie do sierpnia 2006 zajmował stanowisko ministra finansów. W 2008 zakończył wykonywanie mandatu poselskiego.
Od 2009 nauczyciel akademicki na prywatnych uniwersytetach w Skopju. Był dziekanem wydziału nauk ekonomicznych na FON Uniwerzitet (2016–2020). Działał także w sektorze bankowym. W 2021 został członkiem rady Narodowego Banku Republiki Macedonii Północnej.